# Barracuda
För andra betydelser, se Barracuda (olika betydelser).
Barracuda (Sphyraena sphyraena) är en rovfisk i familjen barracudafiskar som lever i den varmare delen av Atlanten. Den är familjens enda europeiska art. 

## Utseende
Barracudan är en rovfisk med gäddliknande kroppsform. Till skillnad från gäddan har den dock två ryggfenor, varav den bakre har en tagg i bakänden. Färgen är variabel, gulaktig, grågrön eller gråbrun. Den kan också ha upptill ett 20-tal mörka tvärstrimmor längs den övre delen av sidorna, och gärna också två rader av vita fläckar. Munnen är stor, med underbett, gulaktig munhåla och långa, vassa tänder. Arten kan bli upp till 165 cm lång, men är oftast betydligt mindre, omkring 60 cm. Maxvikten är 3,62 kg.

## Ekologi
Arten är en pelagisk fisk som ofta uppehåller sig på grunt vatten, gärna med beväxt sandbotten och sällan djupare än 50 m. Den kan dock gå ned till 100 m. Den livnär sig främst på fisk, även om den också kan ta bläckfiskar och kräftdjur.

## Utbredning
Barracudan finns i Atlanten från Bermuda till Brasilien i väster, och från Biscayabukten via Medelhavet (inklusive Svarta havet), Madeira, Kanarieöarna och Azorerna till Angola i öster. Den har också påträffats i Oslofjorden, även om osäkerheten är stor hur den kom dit.

## Hot
Barracudan själv och även fiskens föda fiskas intensivt. Hela populationen anses vara stabil. Arten listas av IUCN som livskraftig (LC).